# RTL Samstag Nacht
RTL Samstag Nacht est une ancienne émission de télévision comique diffusée du 6 novembre 1993 au 23 mai 1998 sur la chaîne RTL, en Allemagne. 20 ans après l'émission Klimbim, RTL Samstag Nacht est devenue un incontournable de la télévision comique allemande - elle a été vaguement créée sur le modèle de la célèbre émission comique américaine Saturday Night Live et diffusée comme celle-ci en fin de soirée le samedi.

## Description
RTL Samstag Nacht a été produit par Hugo Egon Balder et Jacky Dreksler. La distribution habituelle était composée de Wigald Boning, Olli Dittrich, Esther Schweins, Stefan Jürgens, Tanja Schumann et Mirco Nontschew. Dans les premières émissions, Sabine Aulmann était encore présente, mais elle a quitté l'équipe peu de temps après. En 1995, Tommy Krappweis et en 1997 Mark Weigel ont rejoint l'équipe.
Dès le début, le groupe de studio RTL Samstag Nacht AllStars, dirigé par Martin Ernst, était présent. De nombreux acteurs allemands, parfois étrangers comme Mel Brooks, et pratiquement tous les humoristes allemands importants de l'époque y participaient en tant qu'invités. RTL Samstag Nacht offrait ainsi à l'époque à de nouveaux humoristes comme Rüdiger Hoffmann, Ingo Appelt ou Hennes Bender la possibilité de se présenter devant des millions de téléspectateurs.

## Nouvelle édition
Dès le 15 octobre 2005, une nouvelle édition de l'émission a été diffusée sous le nom de RTL Comedy Nacht. Les invités de la première émission étaient Mario Barth en tant que comédien stand-up ainsi que Bon Jovi et Heather Nova. Les humoristes Sina-Valeska Jung, Sven Nagel, Christoph Schechinger, Adriana Zartl, Jürgen Bangert, Rüdiger Brans, Carolin Kebekus, Attik Kargar, Johannes Flöck et Antonia von Romatowski dans le rôle d'Angela Merkel y participaient.
Le producteur de RTL Comedy Nacht était Jacky Drecksler et la société de production Pacific Productions. Le deuxième épisode a obtenu une part d'audience totale de 6,1 % et a été vu par 970 000 téléspectateurs au total, soit environ un demi-million de téléspectateurs de moins que le premier épisode. Le troisième épisode, diffusé le 29 octobre 2005, a été vu par 1,41 million de téléspectateurs avec une part d'audience totale de 9,3 %. Le 19 novembre 2005, RTL Comedy Nacht a obtenu de meilleures audiences : au total, 1,5 million de téléspectateurs ont suivi l'émission avec une part de marché de 8,1 %, et 13,6 % de part de marché pour la publicité. En raison d'une audience modérée et de parts de marché à un chiffre, RTL a diffusé l'émission pour la dernière fois le 7 janvier 2006.

## VHS et DVD
- 1994 : Das Beste aus RTL Samstag Nacht (Video) ET, 1er octobre 1994
- 1998 : RTL Samstag Nacht : Kentucky schreit ficken (vidéo) ET, 26 octobre 1998
- 2007 : RTL Samstag Nacht : Das Beste aus Staffel 1 (DVD) ET, 14 décembre 2007, Turbine Medien
- 2008 : RTL Samstag Nacht : Das Beste aus Staffel 2 (DVD) ET, 10 mars 2008, Turbine Medien
- 2008 : RTL Samstag Nacht : Das Beste aus Staffel 3 (DVD) ET, 14 juillet 2008, Turbine Medien
- 2009 : RTL Samstag Nacht : Kentucky schreit ficken (DVD) ET, 5 juin 2009, Turbine Medien
- 2009 : RTL Samstag Nacht : Zwei Stühle - eine Meinung (DVD) ET, 3 juillet 2009, Turbine Medien
- 2009 : RTL Samstag Nacht : Das Beste aus Staffel 4 (DVD) ET, 18 septembre 2009, Turbine Medien
- 2010 : RTL Samstag Nacht : Das Beste aus Staffel 5 (DVD) ET, 15 janvier 2010, Turbine Medien
- 2010 : RTL Samstag Nacht : Das Beste aus Staffel 1 - 5 (DVD Box-Set), ET, 19 novembre 2010, Turbine Medien
- 2011 : RTL Samstag Nacht : Zwei Stühle - eine Meinung Volume 2 (DVD), ET, 15 juillet 2011, Turbine Medien
- 2012 : RTL Samstag Nacht : Das Beste aus Staffel 1 - 5 (DVD Box-Set), ET, 11 mai 2012, Turbine Medien
- 2015 : RTL Samstag Nacht : Das Beste aus allen fünf Staffeln (SD on Blu-ray), ET, 4 décembre 2015, Turbine Medien

## CD
- 1994 : Best of RTL Samstag Nacht, ET, 21 septembre 1994, edel SE
- 1995 : Best of RTL Samstag Nacht Volume 2, ET, 4 mai 1995, edel SE
- 1995 : RTL Samstag Nacht Keep Clean, ET, 26 octobre 1995, edel SE
- 1997 : RTL Samstag Nacht 97, ET, 21 avril 1997, polystar
- 1998 : Das Beste aus RTL Samstag Nacht 98, ET, 30 mars 1998, Sony Music Entertainment